# Podocrella poronioides
Podocrella poronioides är en svampart som beskrevs av Seaver 1928. Podocrella poronioides ingår i släktet Podocrella och familjen Clavicipitaceae.   Inga underarter finns listade i Catalogue of Life.